# Сад имени А. Н. Малишевского
Сад и́мени А. Н. Малише́вского — парк в городе Орске Оренбургской области, основанный в 1922 году. Расположен в Старом городе между улицами 9 января, Рабоче-Крестьянской, III Интернационала и Народовольцев. На территории парка расположено два памятника истории и культуры — Братская могила мусульман-революционеров, погибших в 1918 году при обороне Орска и Братская могила красноармейцев, погибших летом 1918 года при обороне Орска от белогвардейцев. В саду растут карагач, тополь, клён, рябина, берёза, акация, шиповник. В настоящее время сад находится в запущенном состоянии — ограда и памятники частичны разрушены и находятся в аварийном состоянии, часть деревьев высохла, другие представляют собой сплошную заросль.

## История
В конце XIX — начале XX веков на месте будущего парка располагались Михайло-Архангельская площадь, деревянная (1880—1918) и каменная (1900-е — 1920-е) церкви, торгово-меновой двор. В 1919 году площадь была переименована в площадь III Интернационала, на ней были установлены братские могилы мусульман-революционеров и красноармейцев, погибших летом 1918 года при обороне Орска от белогвардейцев.
В 1922 году по инициативе ветеранов Гражданской войны на площади был образован сад. Ему было присвоено имя первого председателя исполкома Орского Совета Аркадия Малишевского (1886—1921). В этом же году ходе нескольких субботников в саду были высажены деревья. В 1953 и 1957 годах на братских могилах были установлены памятники, которые в 1987 году были признаны памятниками культуры и истории. С 1968 по 2005 год в саду находилась могила Героя Советского Союза Анатолия Андреева, однако вандалы не раз оскверняли памятник, и по просьбе родственников было совершено перезахоронение останков на городское кладбище. После 1961 года по территории сада были проложены трамвайные пути, которые позже перенесли за его пределы.
|                                                                          |  |                                                                |
| Братская могила мусульман-революционеров в саду имени А. Н. Малишевского |  | Братская могила красноармейцев в саду имени А. Н. Малишевского |